# Escaldes-Engordany
Escaldes-Engordany er et af de syv sogne i Andorra. Sognet, der er på 30 km², ligger i den sydlige del og har 16.078 indbygger (pr. 2005). 
- Sant Miquel-kirken i Engolasters, en flække i Escaldes-Engordany
- Kunstig sø ved Engolasters
- Detalje ved dæmningen ved den kunstige sø
- Detalje fra den gamle kirke i Els Vilars d'Engordany